# روبين غارسيا (لاعب كرة قدم)
روبين غارسيا (بالإسبانية: Rubén García Santos)‏ (و. 1993  م) هو لاعب كرة قدم، من إسبانيا، ولد في بلنسية، يلعب كلاعب وسط.

## روابط خارجية
- روبين غارسيا على موقع الاتحاد الأوربي (الإنجليزية)
- روبين غارسيا على موقع قاعدة بيانات كرة القدم.إي يو (الإنجليزية)
- روبين غارسيا على موقع Soccerbase.com (لاعب) (الإنجليزية)
- روبين غارسيا على موقع Soccerway.com (الإنجليزية)
- روبين غارسيا على موقع AS.com (الإسبانية)